# 埼玉市
埼玉市（日语： Saitama shi */?）是日本埼玉縣首府，同時為政令指定都市以及業務核都市，為東京首都圈的主要都市之一。埼玉市成立於2001年5月1日，2003年4月1日升格為政令指定都市，2005年4月1日將東鄰的岩槻市併入。全市分為10個區，人口約135萬，是日本第9大都市。其市名使用平假名而沒有使用漢字，是日本主要都市中的特例。
埼玉市最初由浦和、大宮、与野三市合併而成，是自靜岡市之後又一個大型對等市町村合併的例子。埼玉市也是距離東京最近的縣治，諸多新幹線、在來線和高速公路都在此設置轉運站及系統交流道，為關東地方通往日本北部的重要交通樞紐。

## 市政
- 面積：217.49 km²
- 人口：1,250,120人
- 人口密度：5,748人/km²

（2013年6月1日）
| 埼玉市人口分布圖 |                                               |  |
| 埼玉市與日本全國年齡別人口分布比較圖 （2005年資料） | 埼玉市的年齡、男女別人口分布圖 （2005年資料） |  |
| ■紫色是埼玉市 ■綠色是全国 | ■藍色是男性 ■紅色是女性                       |  |
| 埼玉市人口變化 \| 1970年 \| 657,425人 \| \| \| 1975年 \| 813,712人 \| \| \| 1980年 \| 879,291人 \| \| \| 1985年 \| 922,757人 \| \| \| 1990年 \| 1,007,569人 \| \| \| 1995年 \| 1,078,545人 \| \| \| 2000年 \| 1,133,300人 \| \| \| 2005年 \| 1,176,314人 \| \| \| 2010年 \| 1,222,910人 \| \| \| 2015年 \| 1,264,253人 \| \| \| 2020年 \| 1,324,025人 \| \| |                                               |  |
| 資料來源：日本總務省統計中心提供之人口普查數據 |                                               |  |
| 1970年 | 657,425人                                     |  |
| 1975年 | 813,712人                                     |  |
| 1980年 | 879,291人                                     |  |
| 1985年 | 922,757人                                     |  |
| 1990年 | 1,007,569人                                   |  |
| 1995年 | 1,078,545人                                   |  |
| 2000年 | 1,133,300人                                   |  |
| 2005年 | 1,176,314人                                   |  |
| 2010年 | 1,222,910人                                   |  |
| 2015年 | 1,264,253人                                   |  |
| 2020年 | 1,324,025人                                   |  |

### 健康
（2010年9月1日）
- 平均年齡：41.94歳（男＝40.96歳、女＝42.92歳）

### 基礎設施整備狀況
- 都市計畫道路整備率：44.5%（平成21年度末）
- 下水道普及率：86.6%（平成21年度末）

## 地理
埼玉市位於關東地方中央。東京都心部北方約20-30公里的距離，是距離東京最近的縣廳所在都市。在埼玉縣內位處南部偏東的位置，通常劃分在縣內的中央地區。
全域為台地與低地，很少有超過海拔20公尺的地區。西邊的荒川和東邊的元荒川為西北－東南流向，境內的西側、南側和東側被低地圍繞。西北－東南走向的大宮台地（北足立台地）橫貫市內，台地中有芝川、綾瀨川、鴻沼川等中小型河川，谷底平野則位於台地間，在江戶時代乾拓以前是見沼與鴻沼等沼澤的所在地。
市域東西長19.6公里，南北長19.9公里，面積217.49平方公里，在政令指定都市中是第三小的行政區域，次於川崎市和堺市，在埼玉縣內則是次於秩父市的第二大行政區域。
當地鄰近東京，具有強烈的東京大都市圏郊外住宅都市性質，昭和63（1988）年舊浦和市和大宮市指定為業務核都市，平成12（2000）年，埼玉新都心開街，各中央官廳的地方支分部局自東京移轉至此，使埼玉市逐漸成為郊外重要的業務地。
交通方面，東北新幹線與上越新幹線在此分離，許多在來線在此交錯，還有東北自動車道、東京外環自動車道等高速道路通過，是首都圏北側的交通要地。

### 土地利用
主要商業區集中在浦和站、埼玉新都心站、大宮站等南北縱貫市區的東北本線主要車站周邊，以及東武野田線岩槻站周邊地區。這些主要商業區與較古老的住宅區大多位在大宮台地上。另一方面，現在的埼玉市區是在關東大地震與第二次世界大戰後大量人口湧入後發展而成，台地上先都市化，之後快速擴展到低地地區（城市蔓延）。
不過，現在埼玉市內遠離鐵路車站的地區仍有許多農地。此外，荒川周邊廣大的河川地與受到保護的見沼田圃地區，開發受到嚴格限制，人口稀少。

### 河川、湖沼
- 一級河川：荒川、芝川、鴨川、綾瀨川、鴻沼川、傳右川、笹目川、元荒川、藤右衛門川等。
- 湖沼：彩湖、別所沼、白幡沼

### 氣候
埼玉市属於柯本氣候分類法下的副熱帶濕潤氣候，夏季炎熱潮濕，冬季較為乾燥，本州島太平洋側一般而言夏季降雨較多。冬季的低降雨量與最低氣溫之低，與東京（大手町）、橫濱市、千葉市等鄰近沿岸都市相比更為顯著。根據AMeDAS在埼玉市的觀測點（櫻區大字宿）測得的數據，该地在1981年至2010年的年平均氣溫為14.8 °C（58.6 °F），年平均降雨量為1,346.0（53英寸）。
| 埼玉市（1981 - 2010）                 | 埼玉市（1981 - 2010） | 埼玉市（1981 - 2010） | 埼玉市（1981 - 2010） | 埼玉市（1981 - 2010） | 埼玉市（1981 - 2010） | 埼玉市（1981 - 2010） | 埼玉市（1981 - 2010） | 埼玉市（1981 - 2010） | 埼玉市（1981 - 2010） | 埼玉市（1981 - 2010） | 埼玉市（1981 - 2010） | 埼玉市（1981 - 2010） | 埼玉市（1981 - 2010） |
| 月份                                  | 1月                   | 2月                   | 3月                   | 4月                   | 5月                   | 6月                   | 7月                   | 8月                   | 9月                   | 10月                  | 11月                  | 12月                  | 全年                  |
| ------------------------------------- | --------------------- | --------------------- | --------------------- | --------------------- | --------------------- | --------------------- | --------------------- | --------------------- | --------------------- | --------------------- | --------------------- | --------------------- | --------------------- |
| 历史最高温 °C（°F）                   | 18.7 (65.7)           | 25.5 (77.9)           | 25.4 (77.7)           | 31.2 (88.2)           | 33.3 (91.9)           | 35.9 (96.6)           | 39.3 (102.7)          | 37.9 (100.2)          | 37.4 (99.3)           | 32.1 (89.8)           | 25.6 (78.1)           | 25.1 (77.2)           | 39.3 (102.7)          |
| 平均高温 °C（°F）                     | 9.2 (48.6)            | 9.9 (49.8)            | 13.1 (55.6)           | 19.0 (66.2)           | 23.2 (73.8)           | 26.0 (78.8)           | 29.8 (85.6)           | 31.5 (88.7)           | 27.1 (80.8)           | 21.6 (70.9)           | 16.2 (61.2)           | 11.7 (53.1)           | 19.9 (67.8)           |
| 日均气温 °C（°F）                     | 3.6 (38.5)            | 4.4 (39.9)            | 7.8 (46.0)            | 13.4 (56.1)           | 18.0 (64.4)           | 21.5 (70.7)           | 25.1 (77.2)           | 26.6 (79.9)           | 22.7 (72.9)           | 16.9 (62.4)           | 11.0 (51.8)           | 5.9 (42.6)            | 14.8 (58.6)           |
| 平均低温 °C（°F）                     | −1.5 (29.3)           | −0.6 (30.9)           | 2.8 (37.0)            | 8.1 (46.6)            | 13.4 (56.1)           | 17.7 (63.9)           | 21.5 (70.7)           | 22.9 (73.2)           | 19.2 (66.6)           | 12.8 (55.0)           | 6.2 (43.2)            | 0.8 (33.4)            | 10.3 (50.5)           |
| 历史最低温 °C（°F）                   | −7.8 (18.0)           | −8.7 (16.3)           | −5 (23)               | −2 (28)               | 4.8 (40.6)            | 11.5 (52.7)           | 14.7 (58.5)           | 17.1 (62.8)           | 9.5 (49.1)            | 3.6 (38.5)            | −2.4 (27.7)           | −6.7 (19.9)           | −8.7 (16.3)           |
| 平均降水量 mm（）                     | 37.4 (1.47)           | 43.1 (1.70)           | 90.9 (3.58)           | 102.3 (4.03)          | 117.3 (4.62)          | 142.4 (5.61)          | 148.1 (5.83)          | 176.3 (6.94)          | 201.8 (7.94)          | 164.9 (6.49)          | 75.7 (2.98)           | 41.1 (1.62)           | 1,346 (52.99)         |
| 平均降水天数（≥ 1.0 mm）              | 3.9                   | 5.2                   | 9.5                   | 9.8                   | 10.3                  | 11.6                  | 12.1                  | 8.7                   | 11.5                  | 9.6                   | 6.7                   | 3.9                   | 102.8                 |
| 月均日照時數                          | 193.3                 | 179.9                 | 177.8                 | 185.7                 | 174.7                 | 128.2                 | 145.5                 | 173.0                 | 128.1                 | 137.0                 | 154.5                 | 182.9                 | 1,960.9               |
| 来源1：氣象廳                         |                       |                       |                       |                       |                       |                       |                       |                       |                       |                       |                       |                       |                       |
| 来源2：觀測史上前十名數值（整年數值） |                       |                       |                       |                       |                       |                       |                       |                       |                       |                       |                       |                       |                       |

## 历史
本段落僅記載埼玉市成立以前的周邊市町村合併歷史，關於地方歷史請參考浦和市、大宮市、與野市、岩槻市等。

### 沿革
現埼玉市域與周邊區域在第二次世界大戰前開始就提出多項合併案，但是到埼玉市成立之前都未能實現。

#### 1920年代－第二次世界大戰終戰以前
- 1927年（昭和2年） - 宮脇梅吉就任埼玉縣知事。提出浦和、大宮、與野三町與六辻、三橋二村合併的大都市圏構想。當時，埼玉縣內施行市制的只有川越市。
- 1931年（昭和6年） - 宮脇梅吉再次就任埼玉縣知事。提出加入日進、共三町三村的「大埼玉市構想」。但是大宮町的高額負債讓浦和町對合併態度消極[4]，合併未能實現。
- 1933年（昭和8年） - 熊谷、川口陸續施行市制。合併論再起。
- 1934年（昭和9年） - 「埼玉縣南水道組合」（之後的埼玉縣南水道企業團，現在的埼玉市水道局）設立。為之後合併的基礎。
- 1939年（昭和14年） - 提出浦和市、與野、六辻與戶田、蕨等一市三町六村合併案。另一方面大宮町也提出浦和、與野的一市二町合併案。
- 1940年（昭和15年） - 埼玉縣仲裁，大宮案開始進行合併交涉。達成加入六辻、日進的一市三町五村暫時協議。但在各方反對之下被迫中止談判。
- 1942年（昭和17年） - 與野町與大宮市合併運動興起。
- 1943年（昭和18年） - 埼玉縣知事大津敏男提出浦和、大宮、與野二市一町的合併構想。

#### 終戰－1970年代
- 1953年（昭和28年） - 9月，町村合併促進法制定。「昭和大合併」開始。
- 1954年（昭和29年） - 2月，埼玉縣提出323市町村併為81市町村的合併案，其中包括浦和市、大宮市、與野町、大久保村、土合村的2市1町2村合併案。但是浦和市決定與大久保村、土合村合併，大宮市收編周邊6村[5]。11月，與野町提出與大久保町村合併，未實現[6]。
- 1955年（昭和30年） - 1月，大久保村、土合村編入浦和市，大宮市併周邊6村（春岡、七里、片柳、植水、馬宮、指扇）。2月，與野町議會提出北部併入大宮市，南部併入浦和市，僅保留中央地區的合併案，反對議員與町民包圍議場阻止開會，與野町維持現狀[7]。
- 1962年（昭和37年） - 浦和市議會提出原來的三市加上川口、蕨的五市合併案。第一階段是三市合併，第二階段再納入川口、蕨。
- 1973年（昭和48年） - 三市市長首次進行合併會談。作為北九州市合併促進派理論支柱的都市社會學学者磯村英一表示三市若「不合併的話，無法往前邁進」。

#### 1980年代－埼玉市成立
- 1980年（昭和55年）10月 - 縣南中央地域都市間成立鬆散的互助聯盟組織，浦和市、大宮市、上尾市、與野市、伊奈町等4市1町與埼玉縣組成「埼玉中樞都市首長會議」。
- 1982年（昭和57年）4月 - 更名為「埼玉中樞都市圏首長會議」。
- 1982年（昭和57年）9月 - 研擬「埼玉中樞都市圏構想、基本構想」。
- 1985年（昭和60年）12月 - 「埼玉中樞都市圏構想」更名為「埼玉YOU And I計畫」（構成4市1町的英文字母組合名稱）。
- 1990年（平成2年）7月 - 承諾「政令指定都市化」的新藤享弘就任大宮市長。但是單打獨鬥是不可能的，期望透過合併達成政令指定都市化的目標。這與與野市長井原勇立場一致。
- 1991年（平成3年）4月 - 承諾「政令指定都市化」的相川宗一擊敗現任的中川健吉，就任浦和市長。
- 1992年（平成4年）4月 - 國土廳認可4市1町的「埼玉中樞都市圏域業務核都市基本構想」。
- 1993年（平成5年）6月 - 國家的10省廳17機關決定移轉至舊國鐵操車場舊址。
- 1993年（平成5年）12月 - 研擬組成4市1町緊密聯盟為目標的「彩之國YOU And I計畫」。之後，開始進行合併政令指定都市化運動開始。
- 1995年（平成7年）7月19日 - 上尾市拒絕浦和市、大宮市、與野市的合併協議會設立請求。
- 1997年（平成9年）12月18日 - 浦和市、大宮市、與野市設立任意協議會。
- 2000年（平成12年）4月29日 - 3市設立法定協議會。
- 2000年（平成12年）9月5日 - 合併協定簽約儀式。
- 2001年（平成13年）5月1日 - 浦和市，大宮市，與野市合併成立埼玉市。
人口50萬的大規模「雙子都市」引起了各方的注目。同樣為「雙子都市」合併案例有2003年的靜岡市與清水市合併案（但是靜岡市與清水市人口差距極大）。

#### 埼玉市成立－政令市移行
- 2001年（平成13年）7月29日 - 上尾市進行「與埼玉市合併意願居民投票」，結果「反對(58.3%)」、「贊成(41.7%)」。
- 2001年（平成13年）8月6日 - 伊奈町表示「放棄合併協議」。
- 2001年（平成13年）8月8日 - 上尾市表示「退出合併協議」。
- 2002年（平成14年）3月19日 - 埼玉市議會通過「政令指定都市實現相關意見書」。
- 2002年（平成14年）3月20日 - 埼玉市向埼玉縣知事、埼玉縣議會提出促成政令指定都市的要求。
- 2002年（平成14年）6月28日 - 埼玉縣議會通過「政令指定都市指定促進相關意見書」。
- 2002年（平成14年）8月9日 - 埼玉市向總務大臣提出修正政令（政令指定都市移行）。
- 2002年（平成14年）10月30日 - 政令公布
- 2002年（平成14年）11月20日 - 埼玉市議會通過「政令指定都市關連議案（區設置與區事務所位置、名称與所管區域訂定條例案）」。
- 2003年（平成15年）1月26日 - 岩槻市進行「岩槻市合併意願居民投票」，結果「與埼玉市合併(52.6%)」、「不合併(38.8%)」、「與春日部市、宮代町、杉戶町、庄和町合併(8.5%)」。
- 2003年（平成15年）2月5日 - 岩槻市向埼玉市提出合併協議。
- 2003年（平成15年）2月24日 - 埼玉市同意與岩槻市合併，岩槻市議會通過「與埼玉市的任意協議會設置相關決議案」。
- 2003年（平成15年）3月12日 - 埼玉市議會通過「與岩槻市的任意協議會設置相關決議案」。
- 2003年（平成15年）4月1日 - 指定為政令指定都市，成立9行政區。

#### 政令市移行後
- 2003年（平成15年）4月21日 - 埼玉市、岩槻市合併問題連絡會議成立。
- 2003年（平成15年）7月15日 - 埼玉市、岩槻市任意合併協議會成立。
- 2004年（平成16年）6月25日 - 2市成立法定協議會。
- 2004年（平成16年）8月24日 - 合併協定簽約儀式
- 2005年（平成17年）3月25日 - 埼玉新都心的埼玉塔招商計畫失敗。
- 2005年（平成17年）4月1日 - 岩槻市合併，舊岩槻市市域成立岩槻區。
- 2009年（平成21年）3月1日 - 埼玉市民醫療中心成立。

## 地區

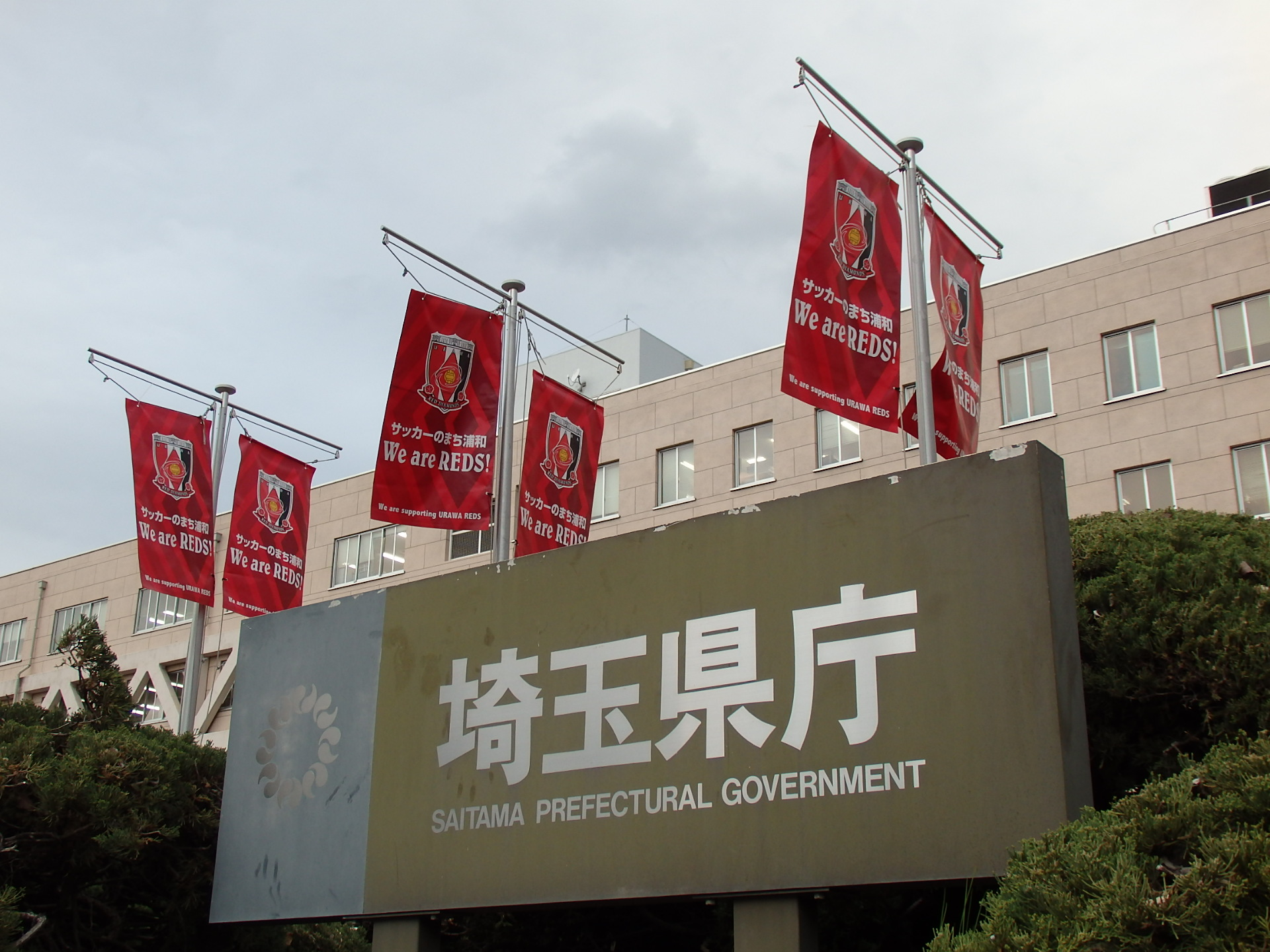
埼玉縣廳

埼玉市是由浦和市、大宮市為首的多座城市合併而成立。因為成立時間不長，市的歷史通常仍以舊4市個別描述。
近世的浦和是中山道宿場町（浦和宿），大宮是中山道宿場町（大宮宿）與武藏一宮冰川神社門前町，與野是脇街道宿場町。岩槻是岩槻城（岩付城・岩附城）城下町與日光御成街道宿場町。此外，舊浦和市內的大門（綠區美園地區）也是日光御成街道的宿場。
舊浦和市在埼玉縣廳入駐以來，裁判所與縣警察、縣指定金融機關埼玉銀行本店及各種政黨、媒體支局等聚集，為埼玉縣的行政中樞。關東大地震受災輕微，大正時代以後吸引東京與神奈川民眾來此定居，也是瑛九與高田誠等多位畫家的舞台，、同時足球活動也十分興盛。埼玉大學與浦和高校、埼玉縣立浦和圖書館等公立教育機關的集中設置，也讓舊浦和市有「文教都市」之稱。現在舊浦和地區是埼玉市中最靠近東京的區域，高度成長期後在武蔵野線與埼京線等通勤路線帶動之下，人口大幅增長。合併前的1990年代後半是埼玉縣內人口最多的地區。現在舊浦和市域人口超過50萬人。
舊大宮市在明治時代大力招募鐵路公司投資，大宮站北側設有國鐵大宮工場，1895年左右（明治30年左右），南側（包含舊與野、浦和兩市）設置大宮機關區（現大宮運轉區）與貨物操車場，有「鐵道之街」之稱。1969年（昭和44年）在大宮站 - 東大宮站之間設置客運車車輛基地的東大宮操車場（現大宮總合車輛中心東大宮中心）。戰後作為鐵道交通節點，吸引許多企業來此設立支店，商業機能興盛，與「縣都」、「文教都市」的浦和相比，有「商都」、「經濟都市」之稱，為埼玉縣的商業中心。東北、上越新幹線開業後，與盛岡、新潟等一同享受新幹線效果。另外，與舊與野市、舊浦和市之間的貨物操車場在1984年廢止，後開發為埼玉新都心。
舊與野市在明治時代初期與浦和、大宮兩宿場町一樣為繁榮的街區，當時有「大採購就到與野」之稱。之後，因介於縣都浦和與交通要衝大宮之間，住宅區十分發達，市內國道17號沿線汽車維護、修理工廠、汽車經銷商等林立，有「汽車之街」之稱。市域狹小且靠近鐵路車站，全域為人口集中地區，人口密度是合併前舊4市中最高。近年埼玉新都心周邊公寓大廈林立，人口增長明顯。
舊岩槻市過去為城下町，江戶時代為此地的中心。岩槻原是埼玉縣縣廳預定地，但因無合適建物轉而使用舊浦和縣廳。東武野田線岩槻站東口有許多雛人形專門店，是全國知名的「人形之町」。東京7號線（埼玉高速鐵道）的延伸計畫（至蓮田）是利用過去武州鐵道計畫線的路線。
2001年合併時，浦和與大宮的關係類似於美國的華盛頓特區與紐約，常可聽見「新城市希望能讓『政治與教育中心』的浦和與『經濟中心』的大宮完美並存」。實際上合併後舊浦和市域積極開發商業，而舊浦和市中心部以外的埼玉新都心也負擔了部分國家的行政機能。

## 行政区划
埼玉市下分10區，区代表色是向市内中小学生募集所選出，2005年4月制定，主要用于埼玉市的宣传杂志、海报。
| 区名   | 編號    | 成立時間     | 相当于以前的地域 | 人口 （人） | 面積 (km2) | 人口密度 （人/km2） | 区色   | 区花     |
| ------ | ------- | ------------ | ---------------- | ----------- | ---------- | ------------------- | ------ | -------- |
| 西區   | 11101-5 | 2003年4月1日 | 旧大宫市西部     | 96,055      | 29.12      | 3,299               | 青色   | 绣球     |
| 北區   | 11102-3 | 2003年4月1日 | 旧大宫市北部     | 151,161     | 16.86      | 8,966               | 深绿   | 油菜花   |
| 大宮區 | 11103-1 | 2003年4月1日 | 旧大宫市南部     | 125,063     | 12.80      | 9,771               | 橙色   | 樱花     |
| 見沼區 | 11104-0 | 2003年4月1日 | 旧大宫市东部     | 166,723     | 30.69      | 5,432               | 浅蓝   | 扇脉杓兰 |
| 中央區 | 11105-8 | 2003年4月1日 | 旧与野市         | 104,127     | 8.39       | 12,411              | 玫瑰色 | 玫瑰     |
| 櫻區   | 11106-6 | 2003年4月1日 | 旧浦和市西部     | 99,532      | 18.64      | 5,340               | 樱花色 | 樱草     |
| 浦和區 | 11107-4 | 2003年4月1日 | 旧浦和市北部     | 168,669     | 11.51      | 14,654              | 红色   | 长春花   |
| 南區   | 11108-2 | 2003年4月1日 | 旧浦和市南部     | 195,335     | 13.82      | 14,134              | 柠檬黄 | 向日葵   |
| 綠區   | 11109-1 | 2003年4月1日 | 旧浦和市東部     | 134,065     | 26.44      | 5,071               | 绿色   | 樱花     |
| 岩槻區 | 11110-4 | 2005年4月1日 | 旧岩槻市         | 111,045     | 49.17      | 2,258               | 山吹色 | 棣棠花   |

## 政治
- 2001年5月27日 - 首次市長選舉。前浦和市長相川宗一（自由黨推薦）當選。
- 2003年4月13日 - 首次市議會議員一般選舉，選出64席議員。
- 2004年12月26日 - 南區市議會議員缺額補選。
- 2005年5月15日 - 市長選舉。岩槻區市議會議員增額選舉。浦和區市議會議員缺額補選。議員席次增至71席。
- 2007年4月8日 - 市議會議員一般選舉。議員席次削減至64席。
- 2009年5月24日 - 市長選舉。西區、北區市議會議員缺額補選。
- 2011年4月10日 - 市議會議員一般選舉。議員席次削減至60席。
- 2013年5月19日 - 市長選舉。見沼區市議會議員缺額補選。

### 行政
- 市長： 清水勇人（2009年5月27日 - ） （第三 - 六任）

| 任期 | 姓名     | 就任          | 卸任          | 備註                                                           |
| ---- | -------- | ------------- | ------------- | -------------------------------------------------------------- |
|      | 井原勇   | 2001年5月1日  | 2001年5月26日 | 市長職務執行者 1983年5月1日-2001年4月30日為止五任與野市長      |
| 初   | 相川宗一 | 2001年5月27日 | 2005年5月26日 | 第一任。1991年5月2日-2001年4月30日為止三任浦和市長（通算四任） |
| 2    | 相川宗一 | 2005年5月27日 | 2009年5月26日 | 第二任（通算五任）                                             |
| 3    | 清水勇人 | 2009年5月27日 | 2013年5月26日 | 第一任                                                         |
| 4    | 清水勇人 | 2013年5月27日 | 2017年5月26日 | 第二任                                                         |
| 5    | 清水勇人 | 2017年5月27日 | 2021年5月26日 | 第三任                                                         |
| 6    | 清水勇人 | 2021年5月27日 | 現任          | 第四任                                                         |

#### 市長選舉
| 当落 | 得票數  | 候補者   | 黨派   | 市長歷 |
| ---- | ------- | -------- | ------ | ------ |
| 当   | 216,768 | 清水勇人 | 無所屬 | 現     |
|      | 86,404  | 前島英男 | 無所屬 | 新     |

### 埼玉市議會
會派
2012年12月3日現在
| 會派名                     | 議員數 | 所屬政黨         |
| -------------------------- | ------ | ---------------- |
| 自由民主黨埼玉市議會議員團 | 20     | 自由民主黨       |
| 民主黨埼玉市議團           | 14     | 民主黨           |
| 公明黨埼玉市議會議員團     | 10     | 公明黨           |
| 日本共産黨埼玉市議會議員團 | 7      | 日本共産黨       |
| 改革論壇埼玉市議團         | 7      | 無所屬、眾人之黨 |
| 無所屬                     | 1      |                  |
| 缺額                       | 1      |                  |
|                            | 60     |                  |

### 國政
本市分為三個日本眾議院小選舉區。
- 埼玉縣第1區：見沼區、浦和區、綠區、岩槻區
- 埼玉縣第5區：西區、北區、大宮區、中央區
- 埼玉縣第15區：櫻區、南區、（蕨市、戶田市）

### 縣政
本市的縣議會席次有15席。
- 南第3區：西區（席次1）
- 南第4區：北區（席次2）
- 南第5區：大宮區（席次1）
- 南第6區：見沼區（席次2）
- 南第7區：中央區（席次1）
- 南第8區：櫻區（席次1）
- 南第9區：浦和區（席次2）
- 南第10區：南區（席次2）
- 南第11區：綠區（席次1）
- 南第12區：岩槻區（席次2）

## 消防

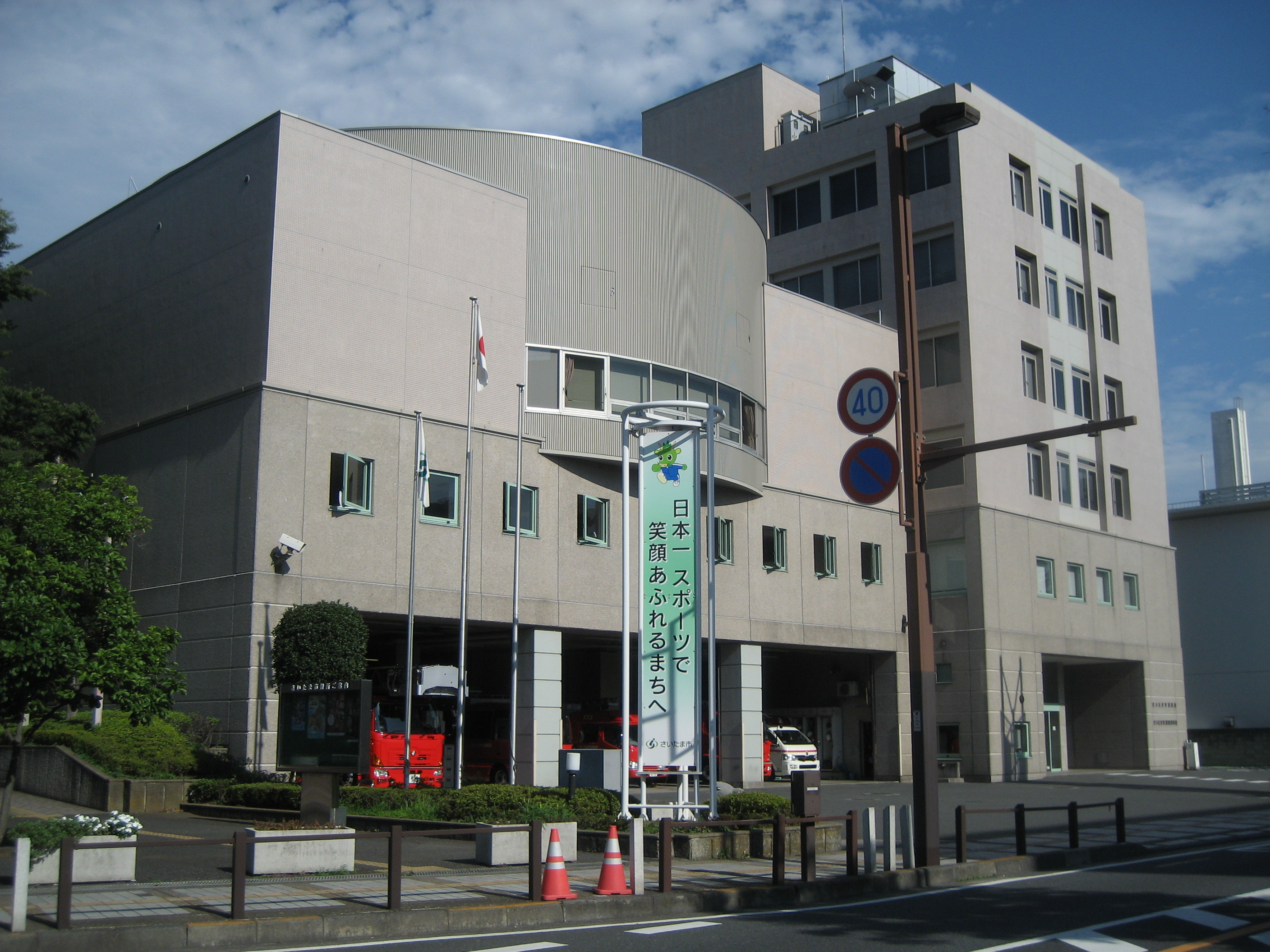
埼玉市消防局

- 埼玉市消防局

## 警察

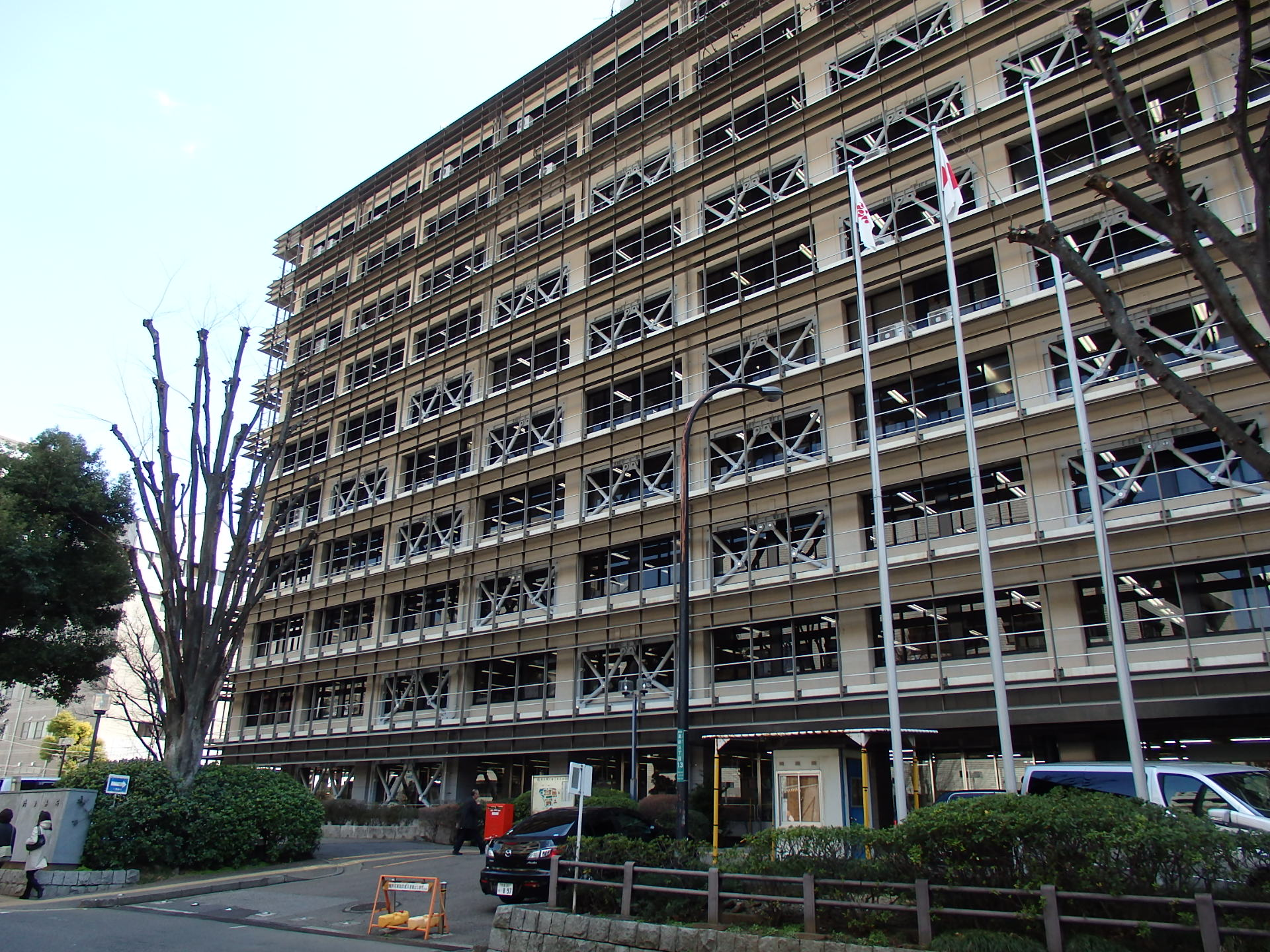
埼玉縣警察

- 埼玉縣警察本部（浦和區）
- 浦和警察署（浦和區）

附設第一方面本部、埼玉市警察部、交通管制中心
- 浦和西警察署（中央區）
- 浦和東警察署（綠區）
- 大宮警察署（大宮區）
- 大宮西警察署（西區）
- 大宮東警察署（見沼區）
- 岩槻警察署（岩槻區）（轄區涵蓋蓮田市。）

### 其他警察設施
- 交通機動隊（西區）
- 縣警察學校（北區）
- 高速道路交通警察隊岩槻分駐隊（岩槻區、東北自動車道岩槻交流道內）
- 鐵道警察隊（大宮區、大宮站西口）
  - 大宮站派遣所
  - 埼玉新都心站派遣所
- 音樂隊（北區）
- 運轉教育課大宮分室（北區）
- 國外運轉免許中心（大宮區）
- 機動中心（西區）
- 木崎分廳舍（浦和區）
- 鹿手袋分廳舍（南區）
- 宮原分廳舍（北區）

## 縣轄地方機關
- 埼玉農林振興中心（浦和區）
- 埼玉縣土整備事務所（南區）
- 企業局大久保淨水場（櫻區）
- 企業局第一水道建設事務所（櫻區）
- 中央產業勞動中心（浦和區）
- 埼玉縣計量檢定所（北區）
- 埼玉縣創業支援中心（中央區）
- 埼玉縣立職業能力開發中心（北區）
- 青年職涯中心（大宮區）
- 埼玉縣動物指導中心南支所（櫻區）
- 埼玉縣衛生研究所（櫻區）
- 中央家畜保健衛生所（北區）
- 中央環境管理事務所（浦和區）
- 埼玉縣稅事務所（浦和區、浦和合同廳舍）
- 自動車稅事務所（大宮區、大宮合同廳舍）
  - 自動車稅事務所大宮支所（西區）

埼玉縣立文書館

- 埼玉縣性別平等促進中心（WithYou埼玉）（中央區）
- 競技事務所（大宮區）
- 中央地域創造中心（浦和區）
- 護照中心（大宮區）
- 南部教育事務所（浦和區）
- 埼玉縣立文書館（浦和區）
- 埼玉縣土地開發公社（浦和區）
- 縣民生活部交通安全課交通事故相談所（浦和區、埼玉縣廳內）
- 荒川左岸南部下水道事務所（南區）
- 別所沼會館（南區）
- 食肉衛生檢査中心（中央區）
- 母子福祉中心（大宮區）
- 埼玉縣救急救命士養成所（櫻區）
- 產學連攜支援中心埼玉（中央區）
- 障害者交流中心（浦和區）
- 岩槻兒童養護設施（岩槻區）
- 埼玉勞動時間等相談中心（浦和區）

## 國家地方機關
- 裁判所
  - 埼玉地方裁判所
  - 埼玉家庭裁判所
  - 埼玉簡易裁判所
  - 大宮簡易裁判所
- 法務省
  - 埼玉地方檢察廳
  - 埼玉區檢察廳
  - 大宮區檢察廳
  - 埼玉地方法務局（中央區下落合）
    - 浦和公證中心
    - 大宮公證中心

  - 埼玉公安調査事務所（浦和區）
  - 東京矯正管區（埼玉新都心合同廳舍2號館）
  - 關東地方更生保護委員會（埼玉新都心合同廳舍2號館）
  - 埼玉少年鑑別所
  - 川越少年刑務所埼玉拘置支所
  - 埼玉保護觀察所（浦和區）
- 厚生勞動省
  - 關東信越厚生局（埼玉新都心合同廳舍1號館）
  - 埼玉勞動局（明治安田生命埼玉新都心大廈（L.A.Tower））
    - 浦和公共職業安定所
    - 大宮公共職業安定所
    - 埼玉勞動基準監督署

  - 國立武藏野學院
- 財務省
  - 關東財務局（埼玉新都心合同廳舍1號館）
  - 關東信越國税局（埼玉新都心合同廳舍1號館）
  - 關東信越國稅不服審判所（埼玉新都心合同廳舍1號館）
  - 浦和稅務署
  - 大宮稅務署
  - 東京稅關埼玉方面事務所（浦和區）
- 警察廳
  - 關東管區警察局（埼玉新都心合同廳舍2號館）
    - 埼玉縣情報通信部（浦和區）
    - 岩槻高速道路管理室（岩槻區）
- 防衛省
  - 北關東防衛局（埼玉新都心合同廳舍2號館）
  - 陸上自衛隊大宮駐屯地（北區）
  - 自衛隊埼玉地方協力本部（浦和區）
- 總務省
  - 關東管區行政評價局（埼玉新都心合同廳舍1號館）
- 農林水產省
  - 關東農政局（埼玉新都心合同廳舍2號館）
  - 消費、安全部地域第一課（浦和區）
  - 埼玉統計、情報中心（埼玉新都心合同廳舍2號館）
- 經濟產業省
  - 關東經濟產業局（埼玉新都心合同廳舍1號館）
  - 關東東北產業保安監督部（埼玉新都心合同廳舍1號館）
- 國土交通省
  - 關東地方整備局（埼玉新都心合同廳舍2號館）
  - 大宮國道事務所
    - 浦和出張所
    - 大宮出張所

  - 荒川上流河川事務所西浦和出張所
  - 埼玉運輸支局
- 環境省
  - 關東地方環境事務所（明治安田生命埼玉新都心大廈（L.A.Tower））
- 人事院
  - 關東事務局（埼玉新都心合同廳舍1號館）

## 經濟

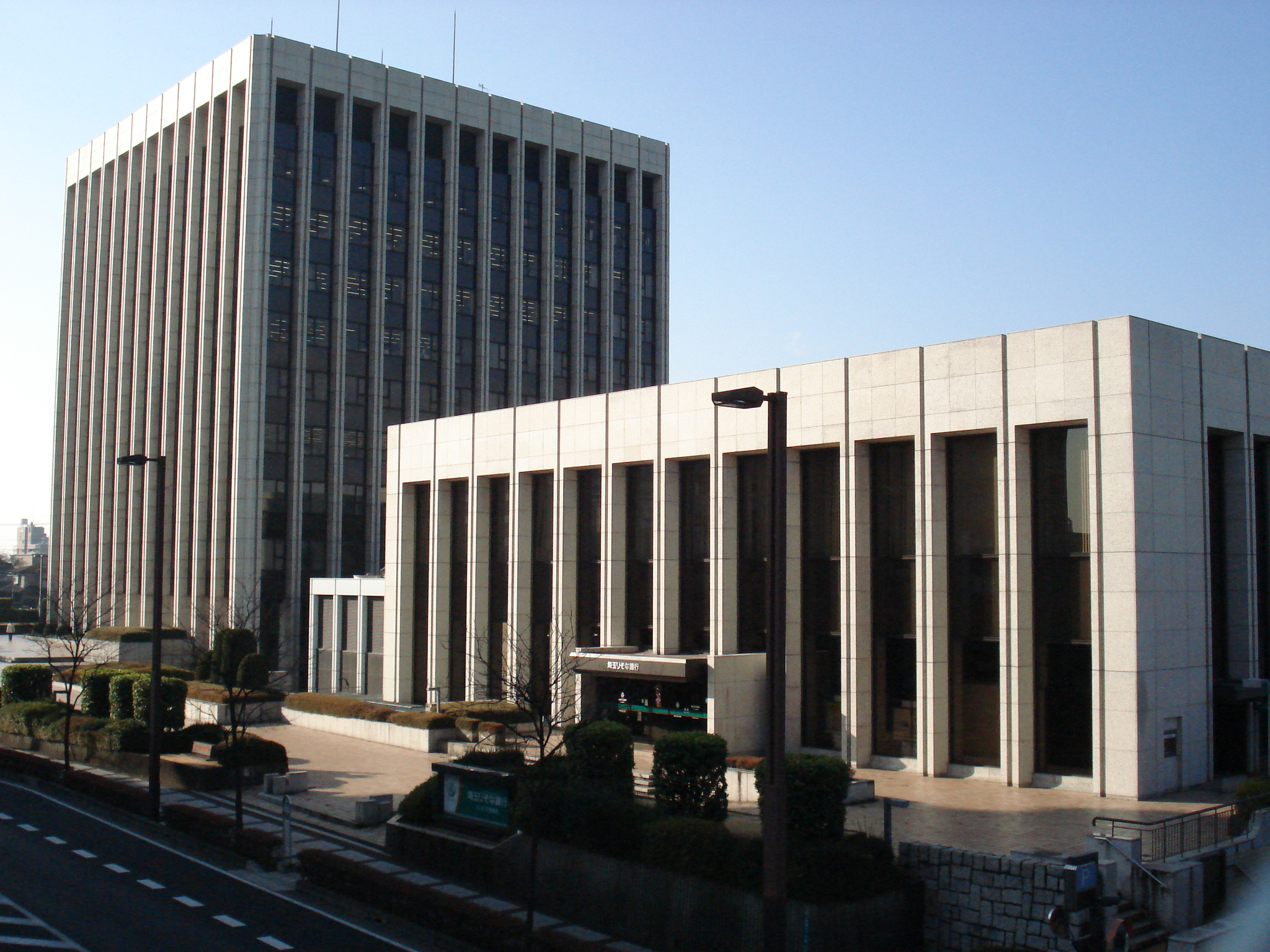
埼玉里索那銀行本部(浦和區)

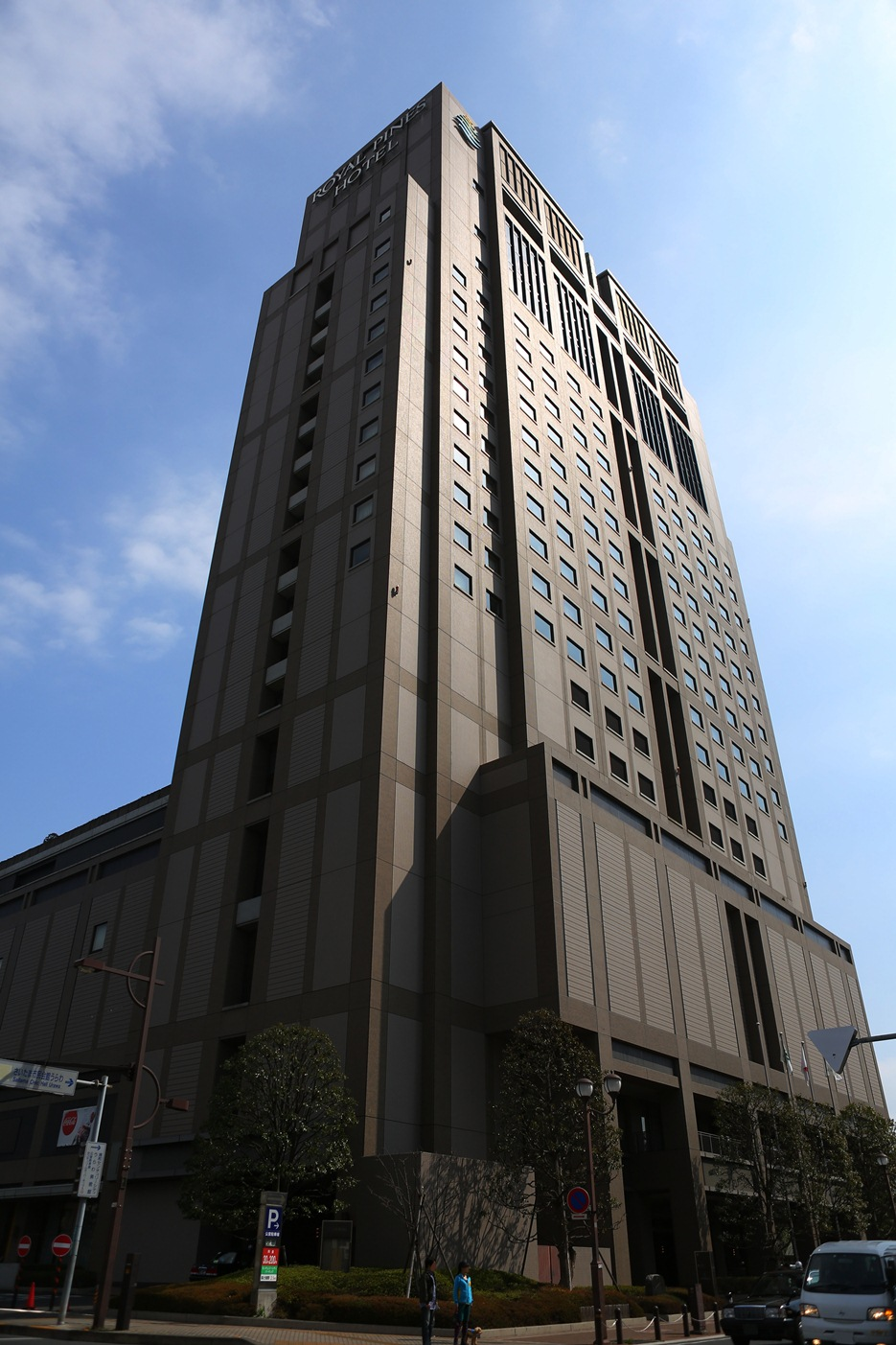
浦和世紀城（2013年3月）

### 產業
- 主要產業
  - 以第3級產業為中心。
- 主要企業
  - ARAI安全帽
  - 亞細亞堂
  - 康奈可（Calsonic Kansei Corporation）
  - 埼玉高速鐵道
  - 思夢樂
  - 大正製藥大宮工場
  - 騰龍
  - 富士全錄岩槻事業所
  - 富士能
  - 富士藥品
  - 瑪米亞
  - 三菱材料大宮研究中心
  - 安川電機關東機器工廠
  - 樂天集團中央研究所、浦和工場
- 金融機關
  - 埼玉里索那銀行（埼玉市指定金融機關）
  - 武藏野銀行
- 媒體
  - NHK埼玉放送局
  - 埼玉電視台
  - FM NACK5
  - CityFM埼玉（日语：CityFMさいたま）（REDS WAVE）
  - 埼玉新聞（日语：埼玉新聞）
  - J:COM埼玉（日语：ジェイコムさいたま）

## 文化

### 教育

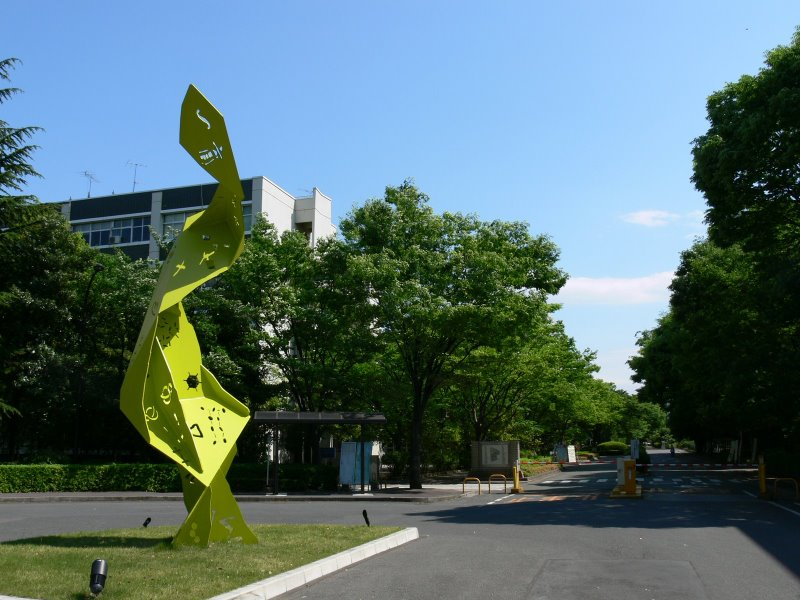
埼玉大學

- 埼玉大學
- 慶應義塾大學藥學部浦和共立校區
- 芝浦工業大學大宮校舍
- 浦和大學
- 產業能率大學北關東事業中心
- 目白大學岩槻校區
- 人間總合科學大學
- 國際學院埼玉短期大學
- 浦和大學短期大學部
- 放送大學學園埼玉學習中心

### 體育

#### 足球
埼玉市內的舊浦和市足球興盛。埼玉縣師範學校（現埼玉大學教育學部）在1937年拿下全國中等學校足球大會（現全國高等學校足球選手權大會）優勝，優勝旗首度跨越箱根山（過去都是關西地方）。1950年代至1970年代，浦和高校、浦和西高校、浦和市立高校、浦和南高校陸續拿下全國冠軍，號稱足球王國・埼玉。近年J聯盟兩支球隊浦和紅鑽與大宮松鼠在此設置主場，贏得高人氣。兩隊對戰被稱作埼玉德比。
埼玉市曾經成為2002年日韓聯辦的2002年世界盃足球賽決賽週的其中一個比賽城市。
- 日本職業足球聯盟（J聯盟）
  - 浦和紅鑽
  - 大宮松鼠
- 日本職業女子足球聯賽（撫子聯盟）
  - 浦和紅鑽女子隊
- 關東足球聯盟
  - 埼玉足球俱樂部（關東足球聯盟1部所屬。）
  - 與野蹴魂會（關東足球聯盟2部所屬。）
- 埼玉縣聯盟
  - 浦和紅鑽業餘隊（1部所属）
- 埼玉縣女子足球聯盟
  - 浦和本太女子FC

#### 棒球
市內棒球風氣興盛，有許多縣營與市營的棒球場。高中棒球方面，1968年大宮工業高校、2013年浦和學院高校分別拿下選拔高等學校棒球大會優勝，此外還有大宮東高校與埼玉榮高校等棒球名校。社會人棒球方面，戰前以大宮町為據點的「全大宮」自1932年起連續五年打入都市對抗野球大會，1935年與1936年二年連續進入準決賽。戰後，以浦和市為據點的日本通運在1964年拿下埼玉縣第一次都市對抗野球大會優勝，1994年再拿下日本選手權優勝。此外，此地孕育出許多職業棒球選手。
- 日本棒球機構
  - 東部聯盟
    - 千葉羅德海洋農場
    - 東京養樂多燕子農場

  - 太平洋聯盟
    - 埼玉西武獅
- 日本棒球聯盟（社會人棒球）
  - 日本通運

### 體育設施

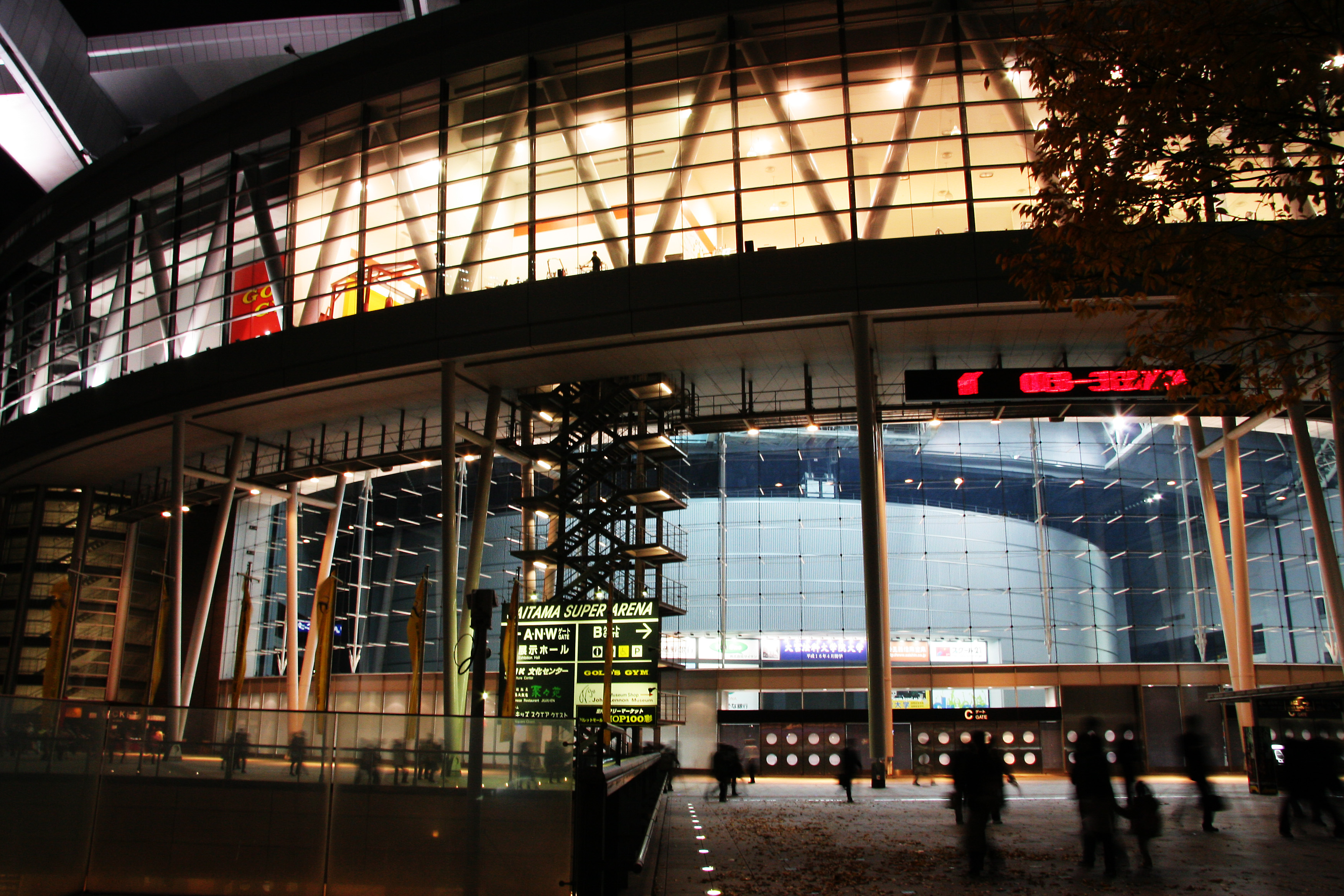
超級競技場正面夜景

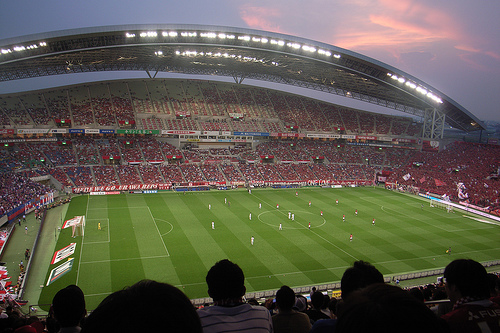
埼玉2002體育場

#### 足球
- 埼玉2002體育場（浦和紅鑽主場）
  - 位於該市綠区大字中野田500番地的埼玉2002體育場，於2001年建成，是現時全日本最大的足球場，其設計有天幕頂棚，覆蓋率達65%，可容納63,060人，造價達430億日圓。
- 埼玉市浦和駒場體育場（浦和紅鑽主場）
- 埼玉市大宮公園足球場（大宮松鼠主場）

#### 棒球
- 埼玉縣營大宮公園棒球場
- 埼玉市營浦和球場
- 埼玉市營大宮球場
- 埼玉市岩槻川通公園棒球場（山吹體育場）
- 樂天浦和球場（千葉羅德海洋2軍主場）

#### 其他
- 埼玉超級競技場
- 埼玉市記念総合體育場
- 浦和競馬場、WINS浦和
- 大宮競輪場

- 大宮NACK5體育場
- 埼玉市浦和駒場體育場
- 埼玉市記念総合體育場

## 觀光

### 名所、古蹟
- 冰川神社
- 調神社
- 久伊豆神社
- 冰川女体神社
- 慈恩寺（坂東三十三箇所第12番札所）
- 岩槻城址（岩槻城址公園）
- 見沼通船堀（國家史蹟指定）
- 真福寺貝塚（國家史蹟指定）

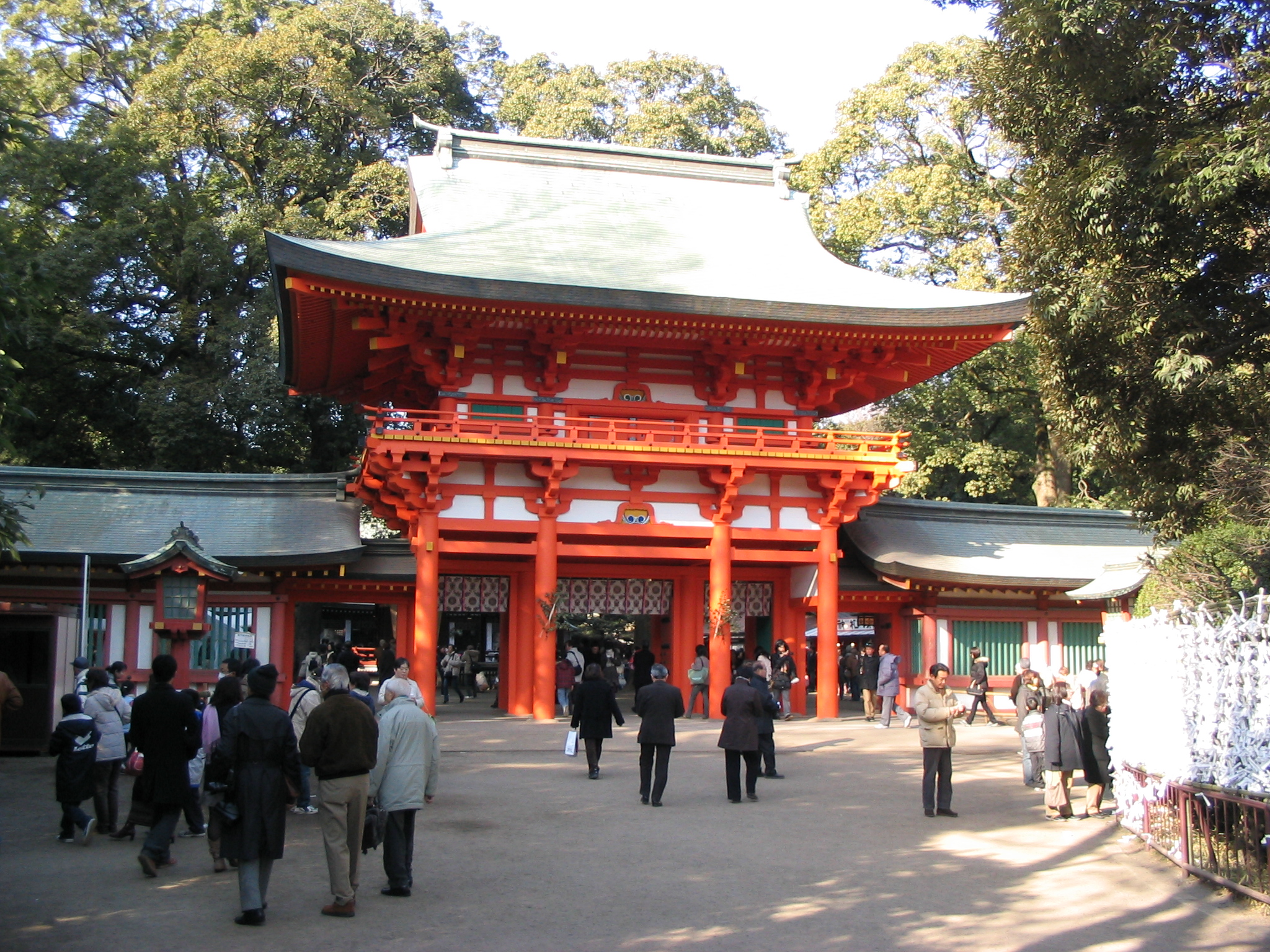
冰川神社

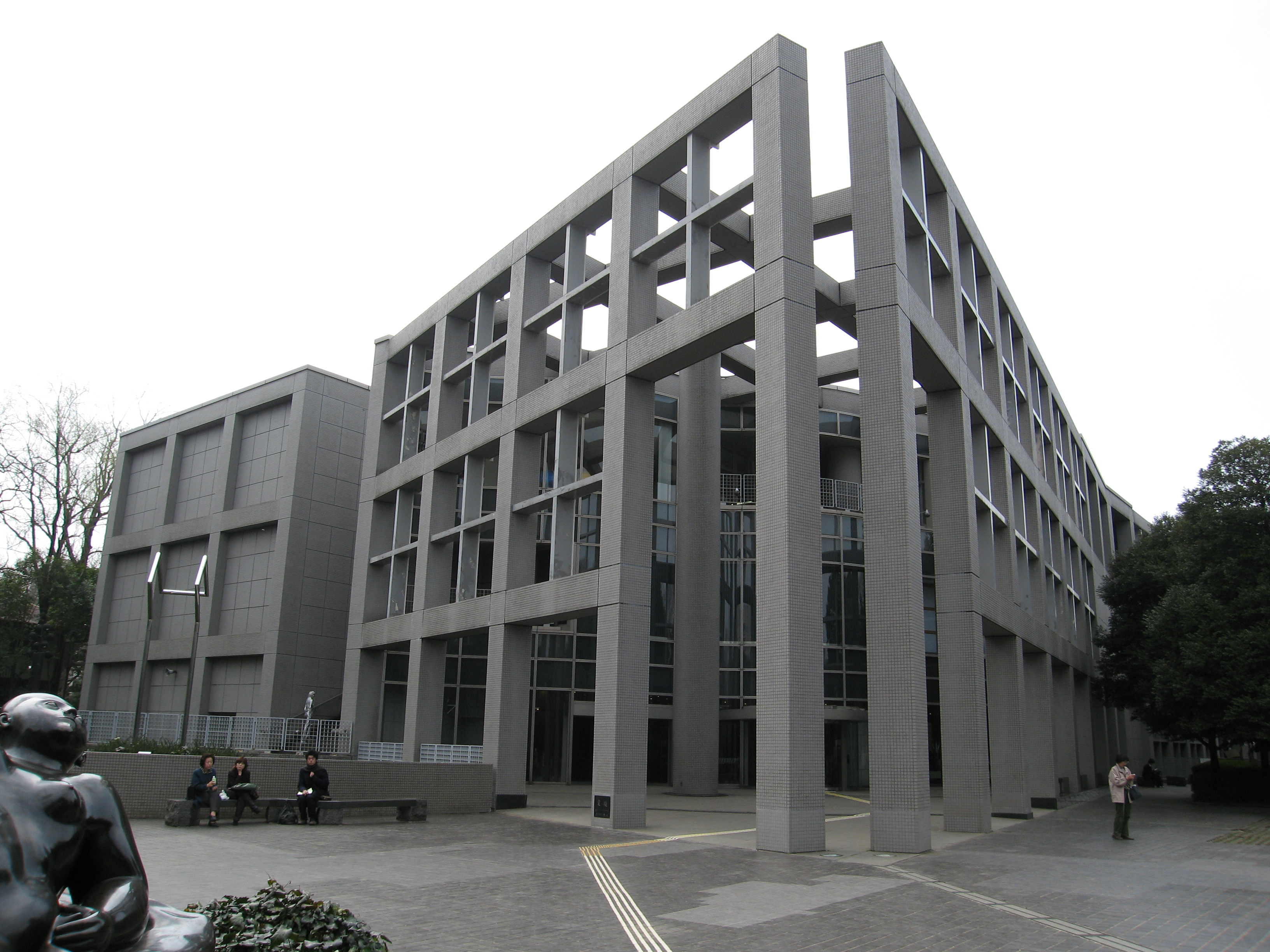
埼玉縣立近代美術館

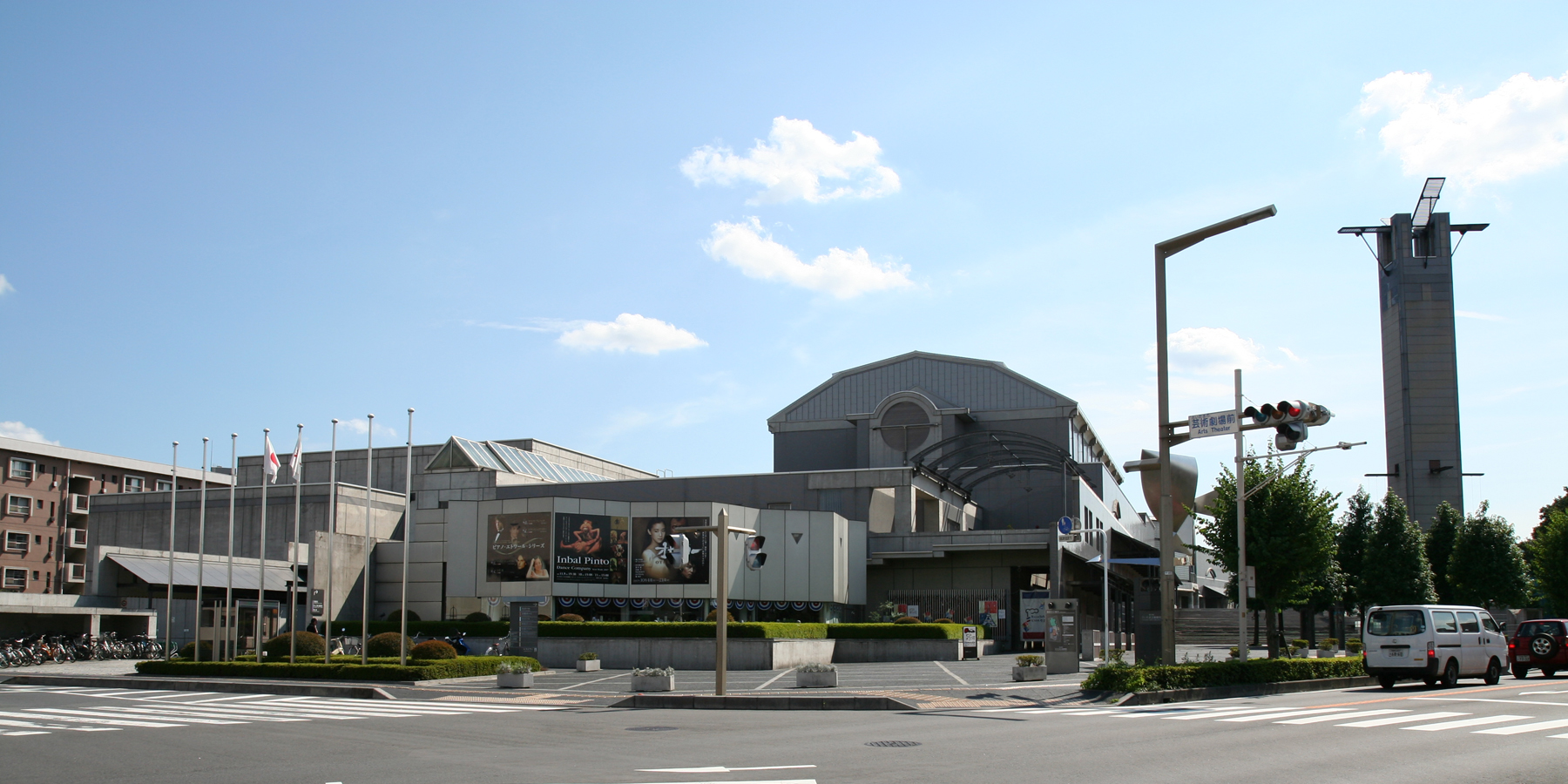
彩之國埼玉藝術劇場

鐵道博物館

- 田島原櫻草自生地（國家特別天然紀念物指定、鄰秋瀬公園）
- 與野大日本榧樹（國家天然紀念物指定）

### 觀光景點
- 埼玉縣立近代美術館
- 浦和美術館
- 埼玉縣立歷史與民俗博物館（大宮公園內）
- 埼玉市立博物館
- 埼玉市立浦和博物館
- 埼玉市立浦和生活博物館民家園
- 埼玉市立岩槻鄉土資料館
- 彩之國埼玉藝術劇場
- 埼玉市立漫畫會館
- 埼玉市大宮盆栽美術館
- 鐵道博物館
- 埼玉新都心
  - COCOON新都心
  - 埼玉超級競技場
- 武藏浦和拉麵學院
- 大宮公園
- 別所沼公園
- 與野公園

### 節日、活動
- 人形之街岩槻 街角雛娃娃巡禮 - 岩槻站前商店街。[8]
- 櫻草祭 - 會場在埼玉市役所（東側廣場）與櫻草公園。[9]
- 大盆栽祭
- 玫瑰祭
- 浦和鰻魚祭[10]
- 北浦和阿波舞大會[11]
- 埼玉市民祭
- 岩槻古式土俵入（國家重要無形民俗文化財指定）
- 大正時代祭 - 在與野停車場通舉辦。[12]
- 埼玉Collaboration - 埼玉商工會議所主辦的貿易展覽會。

### 特產品
- 盆栽（北區的土呂站、大宮公園站附近在關東大地震時大量盆栽業者定居，通稱「盆栽村」。之後周邊實施住居表示時命名為「盆栽町」。）
- 岩槻人形（雛人形）（岩槻區中心自古以來就是有名的「人形之街」。經濟產業大臣指定傳統的工藝品）
- 慈姑（綠區是國內知名產地。）
- 蔥（岩槻區是「岩槻蔥」的產地。）

### 料理
- 蒲燒鰻（浦和是蒲燒鰻發源地，江戶時代浦和近郊多沼地，以釣魚為樂的行樂客在沼地釣到許多鰻魚，為蒲燒鰻的起源。現在也是浦和地區的名產，2002年起舉辦「鰻魚祭」。）
- 蛋糕（總務廳統計局家計調査年報<1998年〜2000年（平成10年〜12年）平均>，舊浦和市一戶年度蛋糕購買額是全國第一。）此外，義大利麵消費量也是全國第一。
- 豆腐拉麵 （加入豆腐與絞肉，是埼玉縣當地拉麵。）

## 交通

### 鐵路
市中心車站：浦和站
新幹線停車站：大宮站

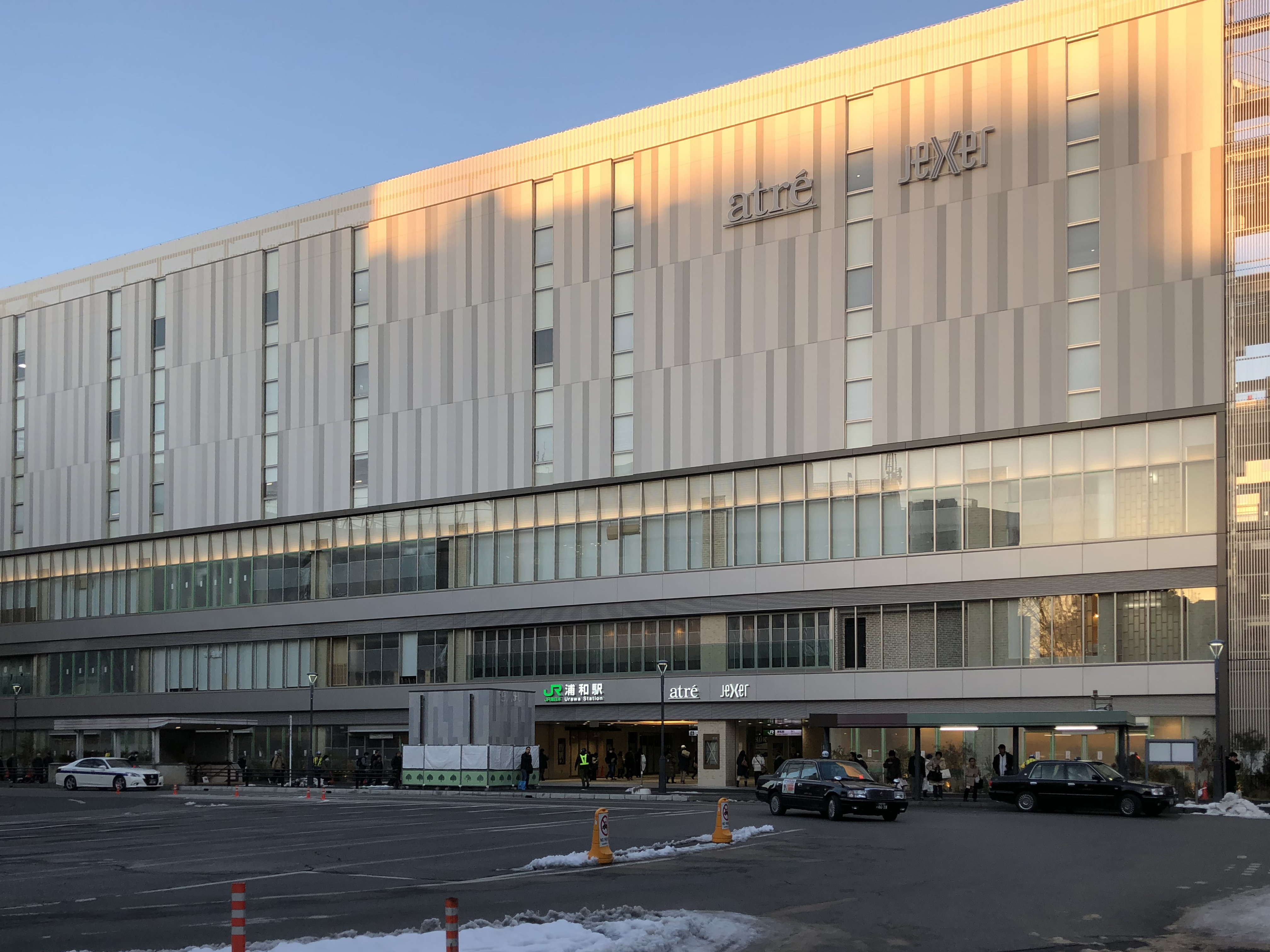
浦和站

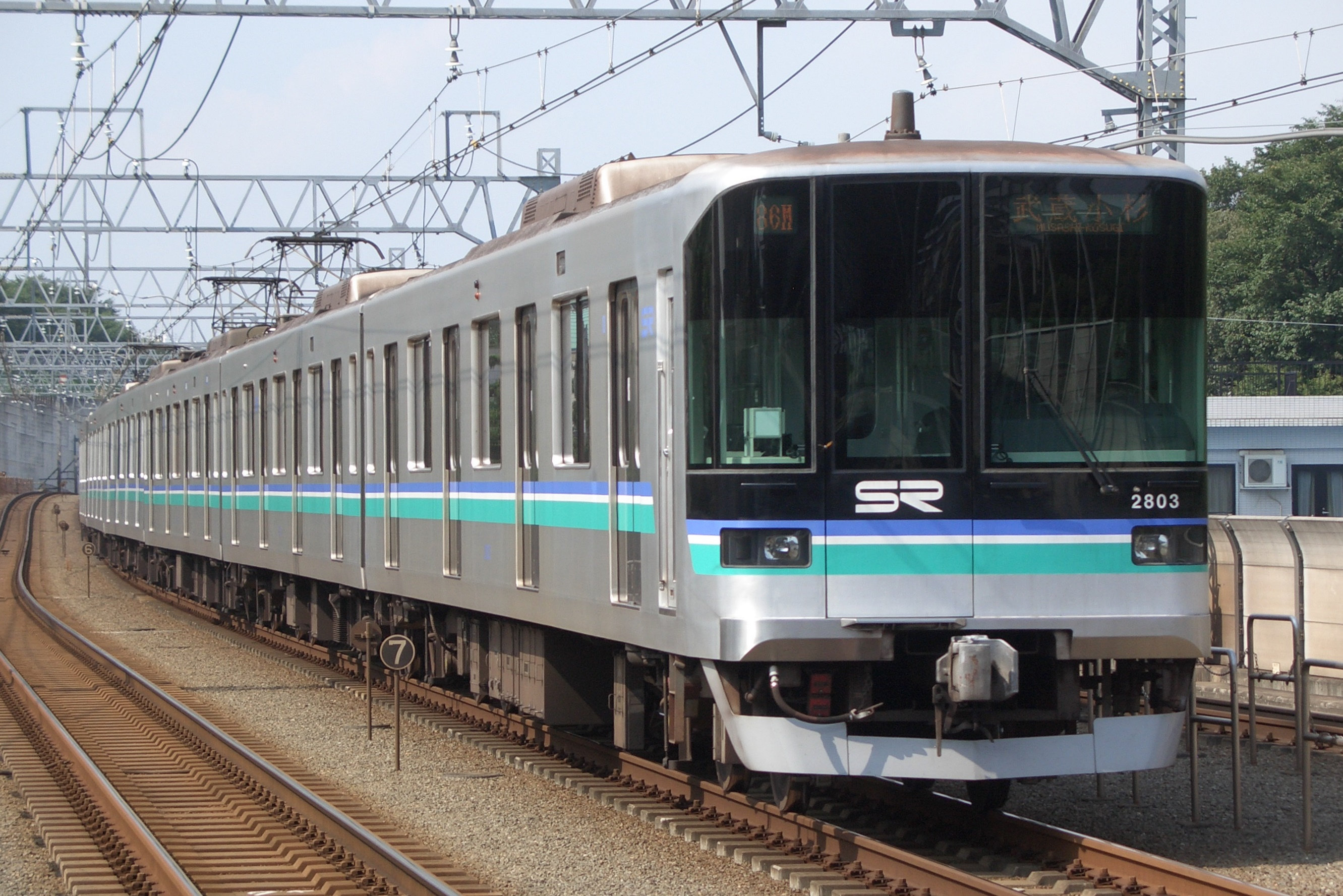
埼玉高速鐵道線

雖然因為當初為雙子都市合併，兩站周邊分別指定為「都心地區」，但在市方針上，並不將兩站視為個別的市中心。
東日本旅客鐵道（JR東日本）
- 東北（山形、秋田、北海道）、上越（北陸）各新幹線：大宮站
- 宇都宮線（東北本線）：浦和站 - 埼玉新都心站 - 大宮站 - 土呂站 - 東大宮站
- 高崎線：浦和站 - 埼玉新都心站 - 大宮站 - 宮原站
- 湘南新宿線
  - 浦和站 - 大宮站 - 土呂站 - 東大宮站（直通宇都宮線）
  - 浦和站 - 大宮站 - 宮原站（直通高崎線直通）
- 京濱東北線：南浦和站 - 浦和站 - 北浦和站 - 與野站 - 埼玉新都心站 - 大宮站
- 埼京線：武藏浦和站 - 中浦和站 - 南與野站 - 與野本町站 - 北與野站 - 大宮站
- 武藏野線：西浦和站 - 武藏浦和站 - 南浦和站 - 東浦和站
- 川越線：大宮站 - 日進站 - 西大宮站 - 指扇站

東武鐵道
- 野田線：大宮站 - 北大宮站 - 大宮公園站 - 大和田站 - 七里站 - 岩槻站 - 東岩槻站

埼玉高速鐵道
- 埼玉高速鐵道線（彩之國體育館線）：浦和美園站（直通東京地下鐵南北線）

埼玉新都市交通
- 伊奈線（New Shuttle）（新交通系統）：大宮站 - 鐵道博物館站 - 加茂宮站 - 東宮原站 - 今羽站 - 吉野原站

### 路線巴士
全市由民營巴士運行，南部為國際興業巴士、西部為西武巴士、北部為東武巴士西。搭乘方法是後門上前門下後付款，車資採取使用整理券的區間制。可利用PASMO、Suica等非接觸型IC卡車票。此外也可使用回數券（國際興業巴士等）。但是在100圓均一區間（浦和站周邊等）內，僅有現金支付才有優惠。巴士共通卡已停止販賣、使用，可全額退還。
- 國際興業巴士
  - 社區巴士（見沼區役所線、櫻區役所線、南區役所線）
- 東武巴士西
  - 社區巴士（北區役所線、岩槻區役所線）
- 西武巴士
  - 社區巴士（西區役所線）
- 朝日自動車
- 日本太郎（不可使用PASMO、Suica、巴士共通卡。）

### 計程車
計程車營業區域屬縣南中央交通圏，與川口市、鴻巢市、上尾市、戶田市同區。

### 道路

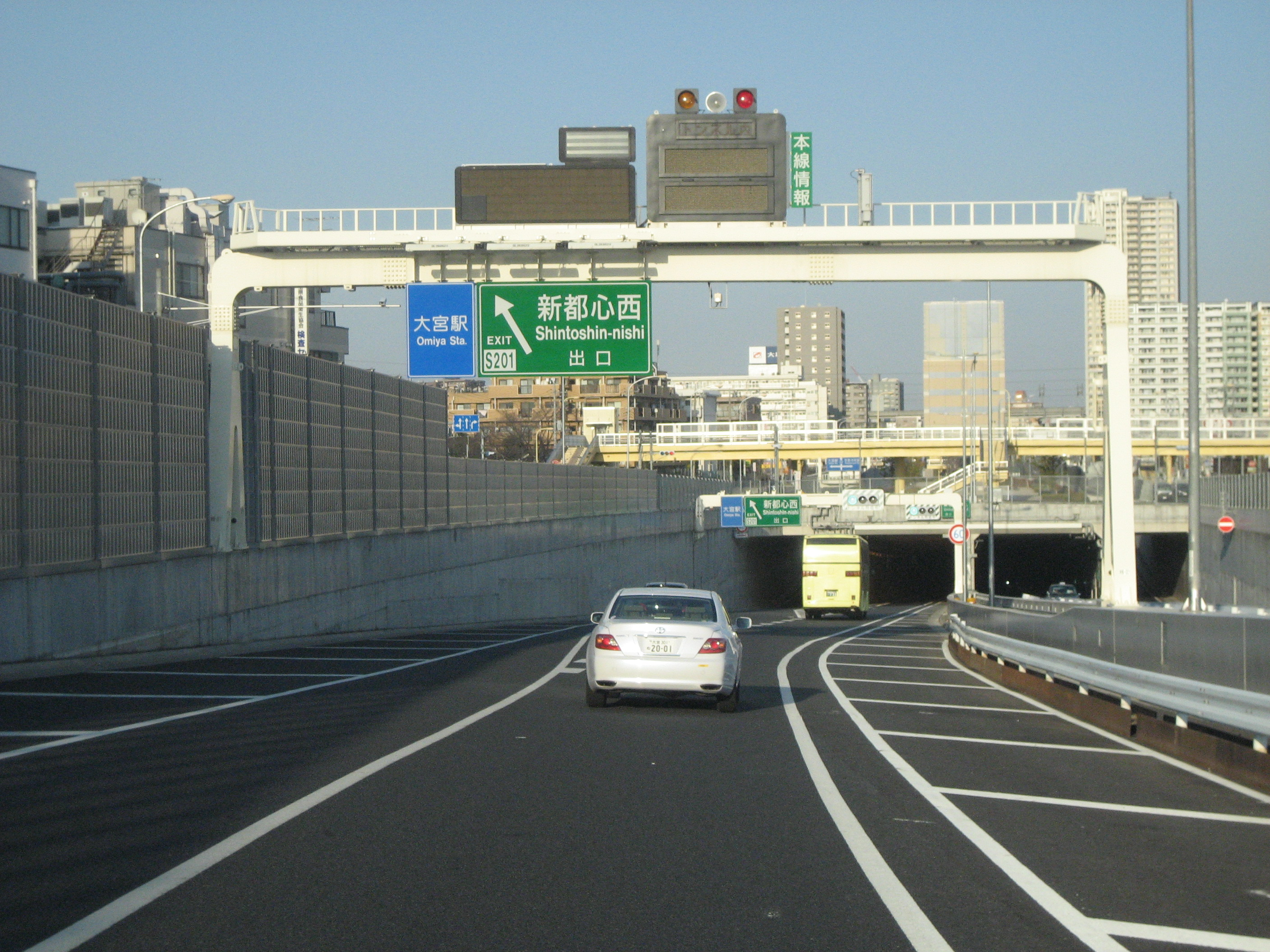
首都高速埼玉新都心線

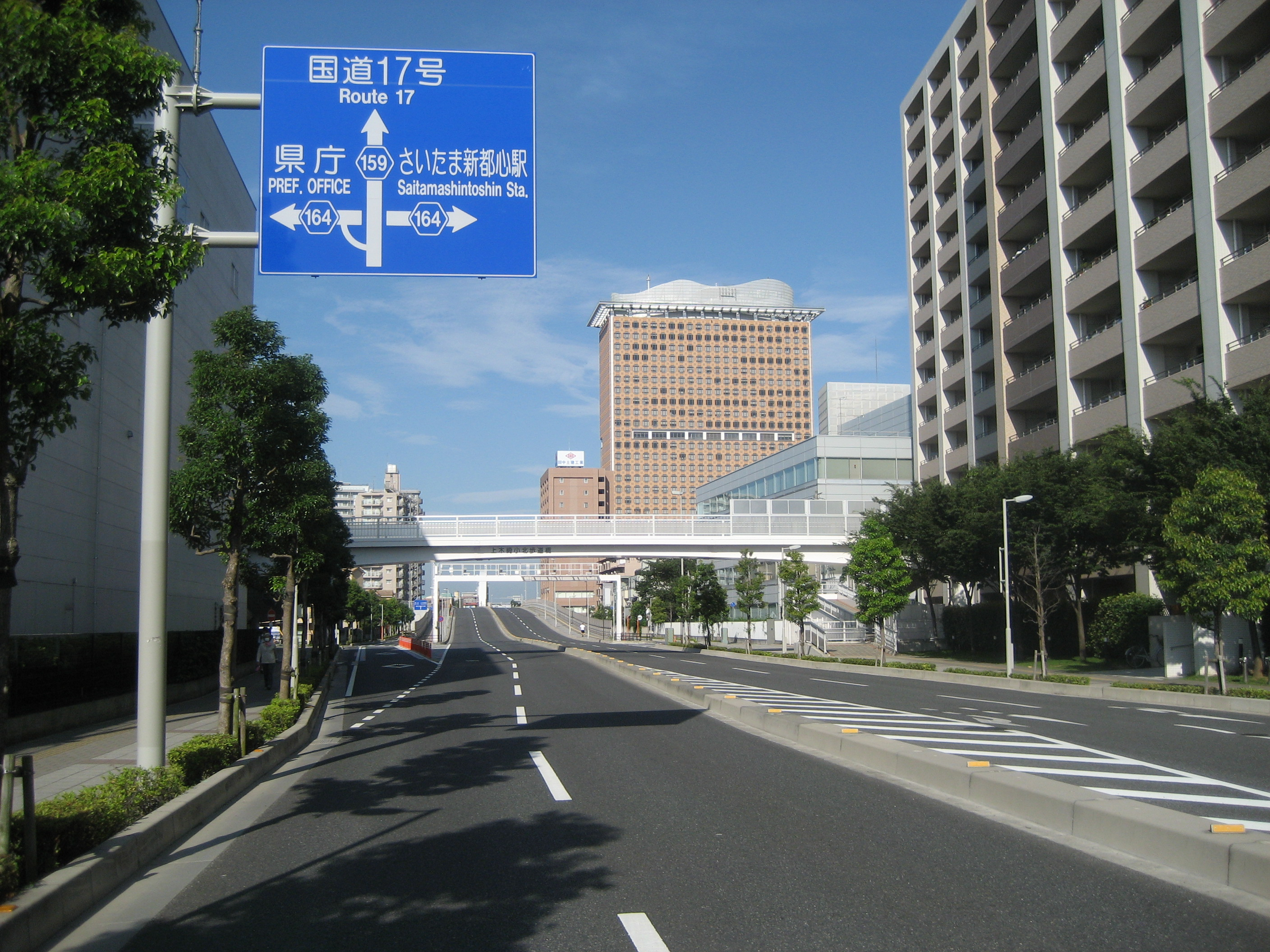
埼玉北袋線

#### 高速道路、收費道路
- 東北自動車道
  - 浦和IC - 岩槻IC
- 東京外環自動車道
  - 外環浦和IC
- 首都高速道路埼玉大宮線
  - 浦和南出入口 -（浦和中央出入口：計畫） - 浦和北出入口 - 與野出入口 - 與野JCT
- 首都高速道路埼玉新都心線
  - 與野JCT - 新都心西出入口 - 新都心出入口 - 埼玉見沼出入口
- 新見沼大橋有料道路

#### 一般國道
- 國道16號（西大宮繞道、新大宮繞道、東大宮繞道、岩槻春日部繞道）
- 國道17號（中山道、與野大宮道路、大宮繞道、新大宮繞道、上尾道路）
- 國道122號（蓮田岩槻繞道）
- 國道298號
- 國道463號（越谷浦和繞道）

#### 都道府縣道
- 主要地方道
  - 埼玉縣道1號埼玉川口線（第二產業道路）
  - 埼玉縣道2號埼玉春日部線（舊國道16號）
  - 埼玉縣道3號埼玉栗橋線（大栗線）
  - 埼玉縣道5號埼玉菖蒲線（第二產業道路）
  - 埼玉縣道34號埼玉草加線
  - 埼玉縣道35號川口上尾線（產業道路）
  - 埼玉縣道40號埼玉東村山線
  - 埼玉縣道48號越谷岩槻線
  - 埼玉縣道56號埼玉富士見野所澤線
  - 埼玉縣道57號埼玉鴻巢線
  - 埼玉縣道65號埼玉幸手線（日光御成街道）
  - 埼玉縣道79號朝霞蕨線
  - 埼玉縣道80號野田岩槻線
  - 埼玉縣道90號大宮停車場線
- 一般縣道
  - 埼玉縣道103號吉場安行東京線
  - 埼玉縣道105號埼玉鳩谷線（日光御成街道）
  - 埼玉縣道118號北浦和停車場線
  - 埼玉縣道119號與野停車場線
  - 埼玉縣道120號上木崎與野停車場線
  - 埼玉縣道121號大宮停車場大成線
  - 埼玉縣道144號東大宮停車場線
  - 埼玉縣道154號蓮田杉戶線
  - 埼玉縣道155號埼玉武藏丘陵森林公園自轉車道線（荒川自轉車道）
  - 埼玉縣道164號鴻巢桶川埼玉線（舊中山道）
  - 埼玉縣道165號大谷本鄉埼玉線
  - 埼玉縣道213號曲本埼玉線
  - 埼玉縣道214號新方須賀埼玉線
  - 埼玉縣道215號宗岡埼玉線
  - 埼玉縣道216號上野埼玉線
  - 埼玉縣道235號大間木蕨線
  - 埼玉縣道255號足立埼玉自轉車道線（芝川自轉車道）
  - 埼玉縣道322號東門前蓮田線
  - 埼玉縣道324號蒲生岩槻線
  - 埼玉縣道325號大野島越谷線
  - 埼玉縣道381號東大門安行立野線
  - 埼玉縣道382號早瀨埼玉線（實際上止於戶田市）
  - 埼玉縣道398號大和田停車場線
  - 埼玉縣道399號岩槻停車場線

## 友好城市
- 福島縣南會津郡南會津町
  - 1975年11月4日 - 舊南會津郡南鄉村 - 姐妹都市（舊浦和市）
  - 1982年10月23日 - 舊南會津郡館岩村 - 友好都市（舊大宮市）
- 新潟縣南魚沼市
  - 1988年10月31日 - 舊南魚沼郡六日町 - 友好都市（舊與野市）
- 群馬縣利根郡水上町
  - 2004年12月20日 - 舊利根郡新治村 - 友好都市
- 千葉縣鴨川市
  - 2004年12月20日 - 舊安房郡天津小湊町 - 友好都市
- 千葉縣南房總市（2008年3月31日解除友好都市、維持友好關係）
  - 1981年11月26日 - 舊安房郡千倉町 - 友好都市（舊岩槻市）
- 托盧卡（墨西哥）
  - 1979年10月2日 - 姐妹都市（舊浦和市）
- 鄭州市（中華人民共和国）
  - 1981年10月12日 - 友好都市（舊浦和市）
- 漢密頓（紐西蘭）
  - 1984年5月14日 - 姐妹都市（舊浦和市）
- 里奇蒙（美國）
  - 1994年6月16日 - 姐妹都市（舊浦和市）
- 納奈莫（加拿大）
  - 1996年9月25日 - 國際友好都市（舊岩槻市）
- 匹茲堡（美國）
  - 1998年5月5日 - 姐妹都市（舊大宮市）

## 著名出身人士
- 大野綠一郎 - 第37代警視總監
- 赤石路代 - 漫畫家
- 佐藤文也 - 漫畫家
- 古谷實 - 漫畫家
- 松澤夏樹 - 漫畫家
- 兩澤千晶 - 動畫編劇
- 井出有治 - 賽車、前F1車手
- 伊藤華英 - 游泳、競泳
- 上野良治 - 足球（浦和區）
- 川島永嗣 - 足球（中央區）
- 反町康治 - 足球、松本山雅FC監督、北京奧運日本代表監督
- 田口禎則 - 足球
- 永井良和 - 足球、浦和紅鑽女子隊監督、JEF市原、新潟天鵝職業化後初代監督（浦和區）
- 西野朗 - 足球、亞特蘭大奧運日本代表監督
- 水沼貴史 - 足球（浦和區）
- 新井里美 - 聲優（中央區）
- 岩本照（小傑尼斯） - 演員
- 菊川怜 - 女演員、藝人
- 三吉彩花 - 模特兒
- 小嶋陽菜（AKB48） - 偶像、女演員、模特兒
- 渡辺麻友（AKB48） - 偶像、女演員、歌手
- 佐藤健 - 演員（岩槻區）
- 反町隆史 - 演員、歌手（南區）
- 竹内結子 - 女演員（南區）
- 宮野真守 - 聲優、演員（大宮區）
- 吉本多香美 - 女演員、藝人
- 市川由紀乃 - 演歌歌手
- 小柳由紀 - 歌手
- 椎名林檎 -創作歌手（浦和區）
- 團長（NoGoD） - 歌手（岩槻區）
- 久米宏 - 新聞主播、前TBS播音員（浦和區）
- 若田光一 - 太空人（北區）
- 山本山龍太-大相撲力士

## 相關人士
- 太宰治 - 作家、在大宮市大門町（現埼玉大宮區大門町）創作《人間失格》。
- 池波正太郎 - 作家（舊浦和市）
- 黑部進 - 演員（舊大宮市、現居民。）
- 夏木麻里 - 女演員、歌手（舊大宮市）
- 金田一春彦 - 言語學者（舊浦和市）
- 野島伸司 - 編劇（舊浦和市）
- 京極夏彦 - 小說家（舊浦和市）

## 其他

### 埼玉市相關百選
- 日本櫻名所100選：大宮公園
- 日本都市公園100選：大宮公園
- 公共建築百選：埼玉県立歴史と民俗の博物館
- 名木百選：与野の大カヤ
- 都市景觀100選：盆栽町地区
- 歷史之道百選：見沼通船堀

### 埼玉市相關作品
小說等
- 《青年》（森鷗外）

主角邀請友人前往大宮的冰川公園、冰川神社。
- 《寫生紀行》（寺田寅彦）

寺田寅彦本人前往冰川公園的手記。
- 《阿信坐在雲彩上》（石井桃子）

兒童文學作品。舞台為作者石井桃子兒時遊玩的舊浦和町神社與水池。
電影
- 《タナカヒロシのすべて》

主角住在埼玉市。
漫畫、動畫
- 《赤き血のイレブン》（梶原一騎）

足球漫畫及び動畫作品。以浦和南高校為舞台（作中的「新生高校」）。
- 《惡之華》（押見修造）

思春期為主題的漫畫、動畫作品。群馬縣的主角前往埼玉市（街道原型來自大宮區）。
- 《網球甜心》（山本鈴美香）

網球漫畫。作者山本鈴美香就讀的浦和西高校為舞台原型（動畫、劇場版舞台為「神奈川縣立西高校」）。
- 《王牌投手 振臂高揮》（樋口朝）

棒球漫畫。以原作者樋口朝就讀的浦和西高校為舞台原型（作中的「西浦高校」）。
- 《去吧！稻中桌球社》（古谷實）

搞笑漫畫。以作者古谷實出身的舊浦和市與就讀中學校為舞台原型（作中的「稻豐市」）。
- 《足球小將翼》（高橋陽一）

足球漫畫。日向小次郎與若島津健出身的「明和市」原型為舊浦和市，大宮公園足球場、浦和駒場體育館以實際名稱登場。
- 《足球之夢》（塀内夏子）

足球漫畫。初期主角在浦和紅鑽。
- 《灼眼的夏娜》

原作為輕小說。動畫版以大宮站周邊為舞台原型（作中的「御﨑市」）。
- 《フジログ》

動畫作品。見沼區大和田町為舞台。
- 《浪漫追星社》（柏原麻實）

天文為主題的漫畫、動畫作品。埼玉市青少年宇宙科學館、埼玉市立東浦和圖書館等設施為原型（作中的「小杉野市」）。
- 《戀愛至上主義》（水波風南）

漫畫作品。大宮站東口周邊的飲食店、保齡球場、埼玉市大宮武道館等在作中登場。
- 《マネーウォーズ》（宮川總一郎）

山興証券浦和支店為舞台的漫畫作品。
- 《弱角友崎同學 》（屋久悠樹）

原作為輕小說。動畫版以北與野站周邊和大宮站周邊為舞台。

## 外部連結
- 埼玉市政府
- 埼玉市的Facebook專頁
- 埼玉市的X（前Twitter）
- 埼玉市的Instagram帳戶
- YouTube上的埼玉市頻道